# Cynodontosuchus
Cynodontosuchus is een geslacht van uitgestorven baurusuchide Mesoeucrocodylia uit het Laat-Krijt. 

## Naamgeving
Er zijn fossielen gevonden in Argentinië in de Bajo de la Carpa-formatie (die teruggaat tot het Santonien), de Pichi Picun Leufu-formatie (die teruggaat tot het Coniacien en het Santonien) en de Tiupampan Santa Lucía-formatie van Bolivia.
De typesoort Cynodontosuchus rothi werd in 1896 benoemd door Arthur Smith Woodward. De geslachtsnaam verwijst naar de overeenkomsten in het gebit met de Cynodonta ('hondtandigen'), overigens een niet-verwante synapside groep. De soortaanduiding eert de Argentijnse paleontoloog Santiago Roth.
Het holotype is MLP 64-IV-16-25, een snuit en voorste onderkaken gevonden bij Pichi Picum Leufu in Argentinië. Toegewezen is specimen MNHN Vil 98 uit Bolivia maar dat zou een apart taxon kunnen zijn.

## Beschrijving
De snuit is langwerpig en zeer hoog. Hoog zijn ook de onderkaken. De lopen vooraan naar boven op en een dentaire tand past in een diasteem van de bovenkaak. De maxillaire tand daarachter is zeer lang, wat lijkt op de toestand bij de Cynodonta.

## Fylogenie
Cynodontosuchus was de eerste niet-Cenozoïsche sebecosuchiër die werd beschreven, en werd in 1896 door Arthur Smith Woodward aan de onderorde Notosuchia toegewezen. Het werd beschreven aan de hand van een onvolledige snuit en een gearticuleerde onderkaak. De aanwezigheid van een grote sabelachtige tweede maxillaire tand en een diasteem tussen de maxilla en premaxilla die ruimte maakte voor een grote mandibulaire tand suggereert dat Cynodontosuchus een lid is van de familie Baurusuchidae. Er is meerdere malen voorgesteld dat het geslacht een ouder synoniem is van Baurusuchus. Het verschilt echter van Baurusuchus doordat het rostrum minder diep is en vijf maxillaire tanden heeft.